# Total War: Shogun 2
Total War: Shogun 2 je strategická videohra, kterou vytvořilo Creative Assembly a byla vydána společností Sega. Hra se vrací do prostředí první hry do Japonska v 16. století (období Sengoku džidai). Hra byla vydána v 15. března 2011, přičemž lidé mohli již dříve zkusit zadarmo zahrát demo hry, které již na oficiálních stránkách není dostupné. Po vydání bylo pak vydáno několik DLC, jež přidávala nové frakce a kampaně s výjimkou „blood pack“, který přidal mechaniku krve, jež mohla zakrýt a kus obrazovky hráče, když s kamerou přiblížil až moc blízko bitvě.

## Prostředí hry
Hra se nachází v prostředí feudálního Japonska v období Sengoku (tzv. „období válečnických států“) a na rozdíl od předchozích titulů hráč se nesnaží vytvořit masivní globální říši za zemi z oblasti Evropy, Středního východu či Indie, nýbrž hraje za 1 z 9 hratelných klanů roztříštěného Japonska a skrz dobrou strategii a využití sil jednotlivých frakcí stát se Šógunem a sjednotit Japonsko pod svoji vládu. Na rozdíl od minulých dílů bylo změněno chování umělé inteligence, aby se podobala více chování generálů asijského prostředí, a tudíž více používala strategii např. z Umění války. A jelikož se hra odehrává pouze na Japonských ostrovech, tak oproti minulým dílům ubylo i jednotek. 